# كتيبة جوهر دوداييف
كتيبة جوهر دوداييف هي كتيبة متطوعة شيشانية سميت على اسم الرئيس الأول لجمهورية إشكيريا الشيشانية، جوهر دوداييف. تتكون الكتيبة في الغالب من متطوعين شيشانيين ، حارب العديد منهم في الحرب الشيشانية الأولى والحرب الشيشانية الثانية إلى جانب جمهورية إشكيريا. تخضع الكتيبة لقيادة المواطن الشيشاني الذي تلقى تعليمه في بريطانيا آدم عسماييف منذ 1 فبراير 2015، بعد مقتل موناييف في معركة دبالتسيف في شرق أوكرانيا.